# Radiocentrum avalonense
Radiocentrum avalonense es una especie de molusco gasterópodo de la familia Oreohelicidae en el orden de los Stylommatophora.

## Distribución geográfica
Es endémica de los Estados Unidos. 